# Кобеляцький музей літератури і мистецтва
Кобеляцький музей літератури і мистецтва — музей у м. Кобеляки Полтавської області присвячений. Основною діяльністю музею є робота з відвідувачами, проведення екскурсій, семінарів вчителів шкіл району з образотворчого мистецтва, літератури, історії. Музей став методичним центром для студентської і учнівської молоді з питань правознавства, історії, географії, економіки та інших напрямків знань. Діє об'єднання літераторів «Ворскла».
Музей літератури і мистецтва у м. Кобеляках працює з 10 лютого 1982 року. Організатором музею був учитель-краєзнавець Олексій Іванович Кулик. 

## Фонди і експозиції музею
В музеї можна побачити портрети відомих художників та літераторів, їх доробки. За тематикою матеріали подані за розділами:
- історичний
- літературний
- мистецький

В експозиції музею висвітлюються матеріали про видатних особистостей Кобеляччини: народну артистку СРСР, бандуристку, лауреата премії імені Т. Г. Шевченка Гриценко Т. О., скульптора Лоїка С. А., поета Усенка П. М., письменників Загребельного П. А., Гончара О. Т., поетеси Овдієнко Л. М.; художників Левицького Д. Г., Петрицького А. Г., Лося І. Г.; українського філософа-просвітителя Ковельського Я. П., поета, автора відомої поеми «Душенька» Богдановича І. Ф., академіка Петербурзької академії наук Остроградського М. В., відомого українського вченого у галузі технічної кібернетики Івахненка О. Г. та інших.
Культурний внесок у розвиток кобеляцького краю внесли грузинські поселенці, які емігрували на початку XVIII ст. від нападів турецьких і перських завойовників. У Біликах жили князі Жевахов, Гіреєв, Маквелов, дворяни Кахов і Мурзинов. У Кобеляках і Кишеньках проживали Баратови, в Сокільці – Чалаєв та інші.